# Bakerinia
Bakerinia is een geslacht van wantsen uit de familie van de Reduviidae (Roofwantsen). Het geslacht werd voor het eerst wetenschappelijk beschreven door Kormilev in 1962.

## Soorten
Het genus bevat de volgende soorten:

- Bakerinia acutangula Kormilev, 1962
- Bakerinia granulata Kormilev, 1962